# 山崎真理子
- 山﨑真理子
- 山崎真理子

山﨑 真理子（やまさき まりこ）は、日本の心理学者（社会心理学・消費者行動・食行動）。学位は博士（心理学）（同志社大学・2010年）。
同志社大学こころの生涯発達研究センター特別研究員、京都橘大学健康科学部助教、静岡県立大学経営情報学部講師などを歴任した。

## 来歴

### 生い立ち
同志社大学の文学部に進学し、文化学科の心理学専攻にて学んだ。同志社大学において、青山謙二郎の門下となった。2005年3月に同志社大学を卒業すると、そのまま同志社大学の大学院に進学した。大学院においては、文学研究科の心理学専攻にて学んだ。大学院においても、青山謙二郎の門下として、引き続き修士論文や博士論文の指導を受けた。2007年3月、同志社大学の大学院にて博士前期課程を修了した。2010年3月には、大学院の博士後期課程を修了した。それにともない、博士（心理学）の学位を授与された。

### 研究者として
大学院修了後は、2010年4月に同志社大学のこころの生涯発達研究センターにて特別研究員となり、いわゆるポスドクとして勤務した。また、同志社大学においては、同月より2012年3月まで講師を嘱託で兼務していた。2011年3月に同志社大学の特別研究員を退任すると、翌年4月に京都橘大学に転じ、健康科学部の助教に就任した。健康科学部においては、主として心理学科の講義を担当した。また、2011年4月から2012年3月にかけては、京都ノートルダム女子大学の講師を非常勤で兼任していた。2013年4月から2014年3月にかけては、帝塚山大学の講師を非常勤で兼任していた。同様に、2013年4月から2014年3月にかけて、同志社大学の講師を嘱託で兼任していた。2014年9月に京都橘大学の助教を退任すると、翌月には静岡県立大学に転じ、経営情報学部の講師に就任した。経営情報学部においては、主として経営情報学科の講義を担当した。同時に、静岡県立大学の大学院では、経営情報イノベーション研究科の講師を兼務することとなった。経営情報イノベーション研究科においては、主として経営情報イノベーション専攻の講義を担当した。

## 研究
専門は心理学であり、特に社会心理学や消費者行動、および、食行動などといった分野を研究している。食行動に関するデータから消費者行動の理解に資する法則性を見出そうと試みており、食品に対する態度評価の研究や、食行動を左右する社会的要因について検討するなど、食とマーケティングに纏わる研究に取り組んでいる。たとえば、女性の食行動に対して、他者の存在、他者の食事量、社会的な規範、といった外部要因が及ぼす影響について研究していた。
学術団体としては、日本心理学会、日本社会心理学会、日本行動科学学会、日本消費者行動研究学会、産業・組織心理学会、日本繊維製品消費科学会などに所属している。

## 人物
社会心理学や食行動を研究するようになったきっかけについて、自身の大学生時代を回顧し「当時の先輩方が卒業論文のために行っていた研究に参加するうちに、実験計画を立てるということに興味を持ったことが大きかった」と語っている。また、「私自身食べることが好きだったという単純な理由もあります」とも述べている。

## 略歴
- 2005年 - 同志社大学文学部卒業。
- 2007年 - 同志社大学大学院文学研究科博士前期課程修了。
- 2010年 - 同志社大学大学院文学研究科博士後期課程修了。
- 2010年 - 同志社大学こころの生涯発達研究センター特別研究員。
- 2010年 - 同志社大学講師。
- 2011年 - 京都ノートルダム女子大学講師。
- 2012年 - 京都橘大学健康科学部助教。
- 2013年 - 帝塚山大学講師。
- 2013年 - 同志社大学講師。
- 2014年 - 静岡県立大学経営情報学部講師。
- 2014年 - 静岡県立大学大学院経営情報イノベーション研究科講師。

## 著作

### 単著
- 山崎真理子著『他者存在および他者摂食量が女性の食行動に及ぼす影響についての実験的検討』山崎真理子、2010年。

### 執筆等
- 岡市廣成・鈴木直人監修、青山謙二郎ほか編『心理学概論』2版、ナカニシヤ出版、2014年。ISBN 9784779508301

### 主要な論文等
- 山崎真理子・水野邦夫・青山謙二郎稿「他者の摂食量に関する情報が摂食行動に及ぼす影響――摂食量を実験者に知られない状況下での検討」『社会心理学研究』23巻2号、日本社会心理学会、2007年11月10日、173-180頁。ISSN 0916-1503
- 山崎真理子・水野邦夫・青山謙二郎稿「リアルモデルの社会的規範としての適切性が女性の摂食量に与える効果」『行動科学』47巻1号、日本行動科学学会、2008年12月、1-8頁。ISSN 0919-7435
- 山﨑真理子ほか稿「昼食内容の記録がその後の間食の摂取量に及ぼす影響」『心理学研究』日本心理学会、2014年。ISSN 0021-5236

## 関連人物
- 鈴木直人 (心理学者)